# Número casi primo
En teoría de números, se le llama k-casi primo a un número natural n escrito en la forma
n = p1...pk
donde los pi son números primos (no necesariamente distintos) y {\displaystyle k\geq 1\ } es una constante. 
Así definido, un número k-casi primo tendrá exactamente k factores primos, salvo multiplicidad; un número natural será un número primo si y solo si es 1-casi primo, y semiprimo si es 2-casi primo. El conjunto de números casi primos se denota generalmente por Pk. El menor k-casi primo es 2k.

## Definición formal
Un número entero n con una factorización prima
{\displaystyle n=\prod _{i=1}^{r}p_{i}^{e_{i}}}.
se dice que es k-casi primo, si y solo si la suma
{\displaystyle \sum _{i=1}^{r}e_{i}=k}
Si {\displaystyle {\mathcal {P}}_{k}} denota al conjunto de los números k-casi primos, entonces
- El conjunto de números primos {\displaystyle {\mathcal {P}}}, es igual a {\displaystyle {\mathcal {P}}_{1}}.

- {\displaystyle {\mathcal {P}}_{2}} conforma el conjunto de números semiprimos.

- El conjunto {\displaystyle \{{\mathcal {P}}_{k}|k\geq 0\}} forma una partición de {\displaystyle \mathbb {N} ^{\ast }} (conviniendo que  {\displaystyle {\mathcal {P}}_{0}=\{1\}}).